# Betsy Palmer
Betsy Palmer, född Patricia Betsy Hrunek 1 november 1926 i East Chicago i Indiana, död 29 maj 2015 i Danbury i Connecticut, var en amerikansk skådespelare.

## Filmografi (i urval)
- 1955 – Den långa paraden
- 1955 – Nattpermission
- 1955 – I hennes våld
- 1957 – Skjuta eller skjutas
- 1959 – Skinn på näsan
- 1959 – Vredens man
- 1980 – Fredagen den 13:e
- 1981 – Fredagen den 13:e del 2
- 1989–1990 – Knots Landing (TV-serie) (29 avsnitt)